# 대한민국 민법 제373조
대한민국 민법 제373조는 채권의 목적에 대한 민법 채권법 총칙의 제1장 채권의 목적 조문이다. 의용민법 제399조와 같은 취지이며 중화민국민법 제199조, 만주민법 제360조와 가장 유사하다.

## 조문
제373조(채권의 목적) 금전으로 가액을 산정할 수 없는 것이라도 채권의 목적으로 할 수 있다.

第373條(債權의 目的) 金錢으로 價額을 算定할 수 없는 것이라도 債權의 目的으로 할 수 있다.

Article 373 (Subject of Claim)
Even a matter that cannot be given an estimated monetary value may be the subject of a claim.

## 비교 조문
일본민법 제399조(채권의 목적) 채권은 금전으로 산정할 수 없는 것이라도 그 목적으로 할 수 있다.

第三百九十九条（債権の目的） 債権は、金銭に見積もることができないものであっても、その目的とすることができる。 

## 사례
- 예술가가 위키백과 로고를 그려주기로 약속하는 경우 금전적 가치로 정확히 산정하기 어렵지만 채권의 목적이 될 수 있다
- 위키미디어서버가 최초로 설치된 20년 넘은 서버와 같이 특별한 의미를 가지는 물건의 인도를 약속하는 것은 금전적 가치로 정확히 산정하기 어렵지만 채권의 목적이 될 수 있다.
- 위키백과 편집 교육은 금전으로 직접 환산하기 어렵지만 채권의 목적이 될 수 있다.
- 가상화폐는 디지털로 암호화된 코드에 지나지 않아 가상화폐 자체를 채권이라 볼 수는 없으나, 자금결제의 수단으로서의 기능을 가지고 환금성을 가지므로 재산적 가치는 갖는다고 볼 수 있어 암호화폐가 채권의 대상(목적물)으로는 가능하다.[1]

## 참조조문
- 대한민국 민법 제389조, 대한민국 민법 제394조 채무불이행과 금전배상
- 회생파산법 제426조

## 같이 보기
- 채권법